# Wiedemannia lota
Wiedemannia lota är en tvåvingeart som beskrevs av Walker 1851. Wiedemannia lota ingår i släktet Wiedemannia och familjen dansflugor. Inga underarter finns listade i Catalogue of Life.